# Orazio Tedone

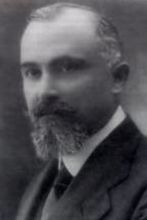
Orazio Tedone

Orazio Tedone (* 10. Mai 1870 in Ruvo di Puglia; † 18. April 1922 in Pisa) war ein italienischer angewandter Mathematiker (Elastizitätstheorie) und mathematischer Physiker.

## Leben und Wirken
Tedone studierte in Neapel und an der Scuola Normale Superiore in Pisa (u. a. bei Enrico Betti, Ulisse Dini, Vito Volterra, Luigi Bianchi). Danach war er Professor am Istituto Tecnico C.Cattaneo in Mailand, und danach Professor für höhere Mechanik in Pavia. 1899 wurde er Professor für Analysis in Genua, von wo er 1902 zum Lehrstuhl für rationale Mechanik und 1906 zur mathematischen Physik wechselte. 1922 akzeptierte er einen Lehrstuhl für mathematische Physik in Neapel, starb aber vorher durch einen Eisenbahn-Unfall.
Er beschäftigte sich mit Fragen der theoretischen Mechanik und Elastizitätstheorie, unter anderem mit den Bewegungen eines Flüssigkeits-Ellipsoids und er erweiterte Gustav Kirchhoffs Formel für elastische Schwingungen.  Tedone schrieb den Abschnitt mathematische Elastizitätstheorie in der Enzyklopädie der mathematischen Wissenschaften.  Er befasste sich auch mit Beugungsproblemen und der Maxwellschen Theorie der Elektrodynamik.
Seit 1911 war er Mitglied der Accademia dei Lincei.
Seine Gesammelten Werke wurden 1956 herausgegeben (Edizioni Cremonese).